# Institut für sozial-ökologische Forschung
Das Institut für sozial-ökologische Forschung (ISOE) GmbH ist eine national und international tätige, gemeinnützige Forschungseinrichtung mit Sitz in Frankfurt am Main. Das ISOE entwickelt als unabhängiges Forschungsinstitut sozial-ökologische Konzepte für eine nachhaltige Entwicklung. Dabei werden sozial- und naturwissenschaftliche Aspekte systematisch bereits von Anfang an aufeinander bezogen und integriert. Das ISOE ist Mitbegründer des nationalen Forschungsnetzwerks Ecological Research Network (Ecornet) und des Senckenberg Biodiversität und Klima Forschungszentrum (SBiK-F).

## Fokus
Im Fokus der Forschungsarbeit stehen komplexe gesellschaftliche Probleme nachhaltiger Entwicklung, wie beispielsweise nicht-nachhaltiges Konsum- oder Mobilitätsverhalten, lokale und globale Wasserprobleme oder der Verlust von Biodiversität. Bei ihrer Untersuchung werden Perspektiven der Bevölkerungsentwicklung und der Geschlechtergerechtigkeit mitbehandelt. Ziel der Institutsarbeit ist es, zukunftsfähige Lösungskonzepte zu entwickeln, um praxisrelevante Beiträge zur nachhaltigen Entwicklung und Nachhaltigkeitsforschung zu liefern.

## Geschichte
Das Institut wurde 1989 als interdisziplinäre unabhängige Forschungseinrichtung gegründet. Die Basis für die Institutsgründung hat 1986 und 1987 die Forschungsgruppe Soziale Ökologie erarbeitet, die im Auftrag der Hessischen Landesregierung ein Gutachten zur sozial-ökologischen Forschung in Hessen erstellt hatte. Der Wissenschaftsrat hob 1994 in seiner Stellungnahme zur Umweltforschung in Deutschland die „bedeutsame und förderungswürdige sozial- und gesellschaftswissenschaftliche Grundlagenforschung“ des ISOE „im Spannungsfeld von Ökonomie und Ökologie“ hervor. Im Jahr 2000 wurde das ISOE für das Projekt „Nachhaltigkeit – ein fachübergreifendes Konzept für sozial-ökologische Transformationen“ mit dem zum ersten Mal vergebenen Schweizer Wissenschaftspreis für hervorragende transdisziplinäre Forschungsprojekte ausgezeichnet. Das ISOE war maßgeblich an der Etablierung des BMBF-Förderschwerpunkts „Sozial-ökologische Forschung“ beteiligt. Der Evaluierung durch den Wissenschaftsrat 2016 zufolge wird das vom ISOE mitgeprägte Konzept der Transdisziplinarität in seiner „Forschungspraxis überzeugend umgesetzt“. Seit April 2021 ist Flurina Schneider wissenschaftliche Geschäftsführerin und Sprecherin der Institutsleitung. Sie übernahm gleichzeitig eine Professur für Soziale Ökologie am Fachbereich Biowissenschaften der Goethe-Universität Frankfurt am Main. Hier ist das ISOE seit 2008/09 mit dem Fachbereich Gesellschaftswissenschaften im Masterstudiengang Umweltwissenschaften verantwortlich für das Schwerpunktfach „Soziale Ökologie“.

## Struktur
Derzeit arbeiten rund 80 Mitarbeitende in einer Vielzahl unterschiedlicher disziplinübergreifender Forschungsprojekte. Unterstützt wird das Institut durch einen Wissenschaftlichen Beirat.
Das wissenschaftliche Team arbeitet in folgenden Forschungsschwerpunkten:
- Wasserressourcen und Landnutzung
- Wasserinfrastruktur und Risikoanalysen
- Energie und Klimaschutz im Alltag
- Mobilität und Urbane Räume
- Biodiversität und Bevölkerung
- Transdisziplinäre Methoden und Konzepte

## Finanzierung
Als unabhängige und außeruniversitäre Forschungseinrichtung finanziert sich das Institut im Wesentlichen aus öffentlichen Projektmitteln und Aufträgen und durch private Auftraggeber und Verbände. Darüber hinaus erhält es eine institutionelle Förderung durch das Land Hessen sowie eine Unterstützung durch die Stadt Frankfurt am Main.

## Forschungsprogramm
Ausgangspunkt der Forschungsarbeit des ISOE ist die Erkenntnis, dass sich in ökologischen Problemlagen gesellschaftliche Handlungsmuster und natürliche Wirkungszusammenhänge wechselseitig durchdringen und eine sozial-ökologische Krisendynamik auslösen. Aus dieser Erkenntnis folgt ein spezifischer sozial-ökologischer Forschungszugang: Natur und Gesellschaft werden gleichzeitig in den Blick genommen und deren wechselseitige Beziehungen untersucht. Im Begriff der gesellschaftlichen Naturverhältnisse wird diese Verflechtung deutlich. Soziale Ökologie als Wissenschaft von den gesellschaftlichen Naturverhältnissen bewegt sich damitzwischen den beiden Polen Lösungen für lebenspraktische Probleme als praxisbezogene, transdisziplinäre Forschung zu erarbeiten und methodisch erzeugtes neues Wissen als theorieorientierte Wissenschaft begrifflich zu ordnen.